# Национальная ассамблея (Ангола)
Национальная ассамблея (порт. Assembleia Nacional) — законодательный орган (парламент) Анголы.

## Состав
Однопалатная Национальная ассамблея включает 220 депутатов, из которых 130 избираются по пропорциональной системе, а 90 — по провинциальным округам. В теории, ассамблея избирается на 4 года, хотя первые выборы прошли в 1992 году, следующие, назначенные на 1997 год, откладывались из-за многочисленных нарушений, пока наконец они не были проведены в сентябре 2008 года. Следующее голосование состоялось в 2012 году.
Очередные выборы состоялись 24 августа 2022 года. По данным Национальной избирательной комиссии, места в Национальной ассамблее распределились следующим образом:
- Народное движение за освобождение Анголы (МПЛА), правящая партия, лидер Жуан Лоренсу — 124 мандата
- Национальный союз за полную независимость Анголы (УНИТА), главная оппозиционная партия, бывшее повстанческое движение, лидер Адалберту Кошта Жуниор — 90 мандатов
- Партия социального обновления (ПРС), левоцентристская партия, лидер Бенедито Даниэл — 2 мандата
- Национальный фронт освобождения Анголы (ФНЛА), консервативная партия, лидер Ними Йя Симби — 2 мандата
- Гуманистическая партия Анголы (ПХА), общедемократическая партия, лидер Флорбела Малакиаш — 2 мандата

Согласно Конституции Анголы в редакции 2010 года, президентом Анголы становится первый номер избирательного списка партии, получившей на парламентских выборах простое большинство голосов. Список МПЛА возглавлял на выборах 2022 года Жуан Лоуренсу.